# Hadi Saleh
Hadi Saleh (arab. ‏هادى صالح‎; 1949 – 4 stycznia 2005) – iracki działacz związkowy, sekretarz międzynarodowy Irackiej Federacji Związków Zawodowych. Zamordowany w swoim domu przez nieznanych sprawców, stał się jednym z symboli irackiego ruchu związkowego.
Urodził się w Nasiriji w 1949 roku. W młodości został drukarzem, wstąpił też do związków zawodowych. Po zamachu stanu w lutym 1963 został wtrącony do więzienia za działalność związkową, skazany na śmierć spędził w celi śmierci pięć lat. Ostatecznie jednak został zwolniony. Uciekł z kraju i wraz z żoną Koreą trafił jako uchodźca polityczny do Szwecji. Tam para doczekała się dwóch synów, Furata i Rafida.
W Szwecji Hadi Saleh pozostał związany z demokratyczną opozycją wobec reżimu partii Baas, w 1980 był współzałożycielem Workers’ Democratic Trade Union Movement (Pracowniczego Ruchu Demokratycznych Związków Zawodowych). Jako działacz ruchu Saleh występował pod pseudonimem Abu Furat.
Saleh sprzeciwiał się rozpętaniu przez administrację prezydenta George’a W. Busha wojny w Iraku, jednak wkrótce po zajęciu kraju przez wojska amerykańskie powrócił do Bagdadu z zamiarem odtwarzania ruchu związkowego. W 2003 był wśród założycieli Irackiej Federacji Związków Zawodowych (IFTU).
Zginął 4 stycznia 2005 zamordowany przez nieznanych sprawców, którzy włamali się do jego bagdadzkiego mieszkania; przed śmiercią był torturowany. Członkowie jego centrali związkowej podejrzewali o morderstwo członków dawnych służb specjalnych reżimu Saddama Husajna, jednak morderstwa nigdy nie wyjaśniono.